# Mars Express
Mars Express là một nhiệm vụ thám hiểm không gian được Cơ quan Vũ trụ châu Âu (ESA) thực hiện với sứ mệnh là khám phá Sao Hỏa. Đây là sứ mệnh khám phá hành tinh đầu tiên do cơ quan này thực hiện. Tên "Express" ban đầu ám chỉ tới tốc độ và hiệu quả mà tàu vũ trụ này được thiết kế và chế tạo, tuy nhiên, sau đó cái tên này cũng được dùng để ám chỉ tới hành trình liên hành tinh tương đối ngắn (so với các cuộc hành trình bình thường khác) của Mars Express, khi mà nó được phóng khi quỹ đạo của Trái Đất và Sao Hỏa gần hơn trong vòng khoảng 60.000 năm.
Mars Express bao gồm hai phần, tàu quỹ đạo Mars Express Orbiter và Beagle 2, một tàu đổ bộ được thiết kế để thực hiện nghiên cứu về địa hóa học và sinh học vũ trụ. Mặc dù tàu đổ bộ đã không được triển khai đầy đủ sau khi hạ cánh xuống bề mặt Sao Hỏa, tàu quỹ đạo đã thực hiện thành công các đo đạc khoa học từ đầu năm 2004, cụ thể là, đưa về các hình ảnh có độ phân giải cao và bản đồ khoáng vật bề mặt, âm thanh của cấu trúc dưới mặt đất, xác định chính xác sự lưu thông và thành phần khí quyển, và nghiên cứu sự tương tác của khí quyển Sao Hỏa với môi trường liên hành tinh.
Do các thông tin khoa học mà con tàu đưa về rất có giá trị cũng như có hồ sơ nhiệm vụ rất linh hoạt, Mars Express đã được giao một số phần nhiệm vụ mở rộng, mới nhất là cho đến cuối năm 2020.
Một số thiết bị trên tàu quỹ đạo, bao gồm các hệ thống camera và một số máy quang phổ, sử dụng lại các thiết kế từ lần phóng thất bại của sứ mệnh Mars 96 của Nga vào năm 1996 (các nước châu Âu đã cung cấp phần lớn thiết bị và tài chính cho sứ mệnh không thành công đó). Mars Express được thiết kế dựa trên tàu vũ trụ Rosetta của ESA, trong đó một khoản tiền đáng kể đã được chi cho phát triển. Thiết kế tương tự cũng được sử dụng cho sứ mệnh của Venus Express nhằm tăng độ tin cậy và giảm chi phí cũng như thời gian phát triển cho con tàu. Nhờ điều này mà tổng chi phí của dự án là khoảng 345 triệu đô la – chưa bằng một nửa chi phí của nhiệm vụ tương tự của Hoa Kỳ.